# Švédské hokejové hry 1999
Hokejový turnaj byl odehrán od 8.2.1999 - do 14.2.1999 v Stockholmu. Tohoto turnaje se zúčastnila i Kanada.

## Výsledky a tabulka
|    |         | FIN    | SWE     | CAN    | CZE   | RUS   | V | R | P | Skóre | B |
| 1. | Finsko  | Finsko | 5:4     | 2:3    | 3:2   | 4:1   | 3 | 0 | 1 | 14:10 | 6 |
| 2. | Švédsko | 4:5    | Švédsko | 4:1    | 1:1   | 5:0   | 2 | 1 | 1 | 14:7  | 5 |
| 3. | Kanada  | 3:2    | 1:4     | Kanada | 1:0   | 1:3   | 2 | 0 | 2 | 6:9   | 4 |
| 4. | Česko   | 2:3    | 1:1     | 0:1    | Česko | 5:4   | 1 | 1 | 2 | 8:9   | 3 |
| 5. | Rusko   | 1:4    | 0:5     | 3:1    | 4:5   | Rusko | 1 | 0 | 3 | 8:15  | 2 |

| Tým 1   | Výsledek          | Tým 2   |
| ------- | ----------------- | ------- |
| Švédsko | 4:5 (0:2,2:3,2:0) | Finsko  |
| Rusko   | 4:5 (2:2,1:1,1:2) | Česko   |
| Rusko   | 1:4 (0:2,1:1,0:1) | Finsko  |
| Česko   | 1:1 (1:0,0:1,0:0) | Švédsko |
| Švédsko | 5:0 (1:0,1:0,3:0) | Rusko   |
| Finsko  | 3:2 (1:0,1:0,1:2) | Česko   |
| Kanada  | 1:4 (0:1,1:2,0:1) | Švédsko |
| Kanada  | 1:3 (0:0,1:1,0:2) | Rusko   |
| Česko   | 0:1 (0:0,0:0,0:1) | Kanada  |
| Finsko  | 2:3 (1:1,0:2,1:0) | Kanada  |

## All-Star-Team
| Pozice  | Hráč              |
| ------- | ----------------- |
| Brankář | Petter Rönnqvist  |
| Obránce | Christer Ollson   |
| Obránce | František Kaberle |
| Útočník | Magnus Wernblom   |
| Útočník | Jörgen Jönsson    |
| Útočník | Marko Tuomainen   |

### Nejlepší hráči
| Pozice  | Hráč            |
| ------- | --------------- |
| Brankář | Roman Čechmánek |
| Obránce | Jere Karalahti  |
| Útočník | Jörgen Jönsson  |